# Fidzsi-szigeteki légyvadász
A Fidzsi-szigeteki légyvadász (Pachycephala vitiensis) a madarak osztályának verébalakúak (Passeriformes) rendjébe és a légyvadászfélék (Pachycephalidae) családjába tartozó faj.

## Rendszerezése
A fajt George Robert Gray angol ornitológus írta le 1860-ban. Egyes szervezetek Pachycephala graeffii néven jegyzik.

## Alfajai
- Pachycephala vitiensis kandavensis (Ramsay, 1876) – Kadavu sziget, eredetileg különálló fajnak vélték.
- Pachycephala vitiensis lauana (Mayr, 1932) – a Lau-szigetek déli része
- Pachycephala vitiensis vitiensis (Gray, G.R. 1860) – Gau sziget
- Pachycephala vitiensis bella (Mayr, 1932) – Vatu Vara sziget
- Pachycephala vitiensis koroana (Mayr, 1932) – Koro sziget
- Pachycephala vitiensis torquata (E. L. Layard, 1875) – Tavueni sziget, eredetileg különálló fajnak vélték.
- Pachycephala vitiensis aurantiiventris (Seebohm, 1891) – Vanau Lvu és Yanganga szigetek, eredetileg különálló fajnak vélték.
- Pachycephala vitiensis ambigua (Mayr, 1932) – Vanau Levu déli része, Rabi és Kioa szigetek
- Pachycephala vitiensis optata (Hartlaub, 1866) – Viti Levu délkeleti része és Ovalau sziget, eredetileg különálló fajnak vélték.
- Pachycephala vitiensis graeffii (Hartlaub, 1866) – Viti Levu és Waya sziget, eredetileg különálló fajnak vélték.

## Előfordulása
Fidzsi-szigetek területén honos. Természetes élőhelyei a szubtrópusi és trópusi síkvidéki és hegyi esőerdők, mocsári erdők, mangroveerdők, lombhullató erdők, szavannák és cserjések, valamint szántóföldek, ültetvények, vidéki kertek és városias régiók. Állandó, nem vonuló faj.

## Megjelenése
Testhossza 17–18 centiméter, testtömege 28,5–38 gramm.

## Életmódja
Gerinctelenekkel, főként rovarokkal és pókokkal táplálkozik, de alkalmanként gyümölcsöket és ritkán magvakat is fogyaszt.

## Természetvédelmi helyzete
Az elterjedési területe nagy, egyedszáma pedig stabil. A Természetvédelmi Világszövetség Vörös listáján nem fenyegetett fajként szerepel.